# Невежкинский сельсовет (Пензенская область)
Невежкинский сельсовет — сельское поселение в Белинском районе Пензенской области Российской Федерации.
Административный центр — село Невежкино.

## История
Статус и границы сельского поселения установлены Законом Пензенской области от 2 ноября 2004 года № 690-ЗПО «О границах муниципальных образований Пензенской области».

## Население
| 2002 | 2010 | 2012 | 2013 | 2014 | 2015 | 2016 |
| ---- | ---- | ---- | ---- | ---- | ---- | ---- |
| 1166 | ↘839 | ↘785 | ↘747 | ↘707 | ↘676 | ↘661 |
| 2017 | 2018 | 2021 |      |      |      |      |
| ↘652 | ↘638 | ↘633 |      |      |      |      |

## Состав сельского поселения
| № | Населённый пункт | Тип населённого пункта       | Население |
| - | ---------------- | ---------------------------- | --------- |
| 1 | Вязовка          | деревня                      | 5         |
| 2 | Невежкино        | село, административный центр | ↘833      |

10 октября 2011 года в соответствии с Законом Пензенской области № 2128-ЗПО из учетных данных административно-территориального устройства Пензенской области исключен поселок Новый Мир, как фактически прекративший существование.